# Гордасевич Галина Леонідівна

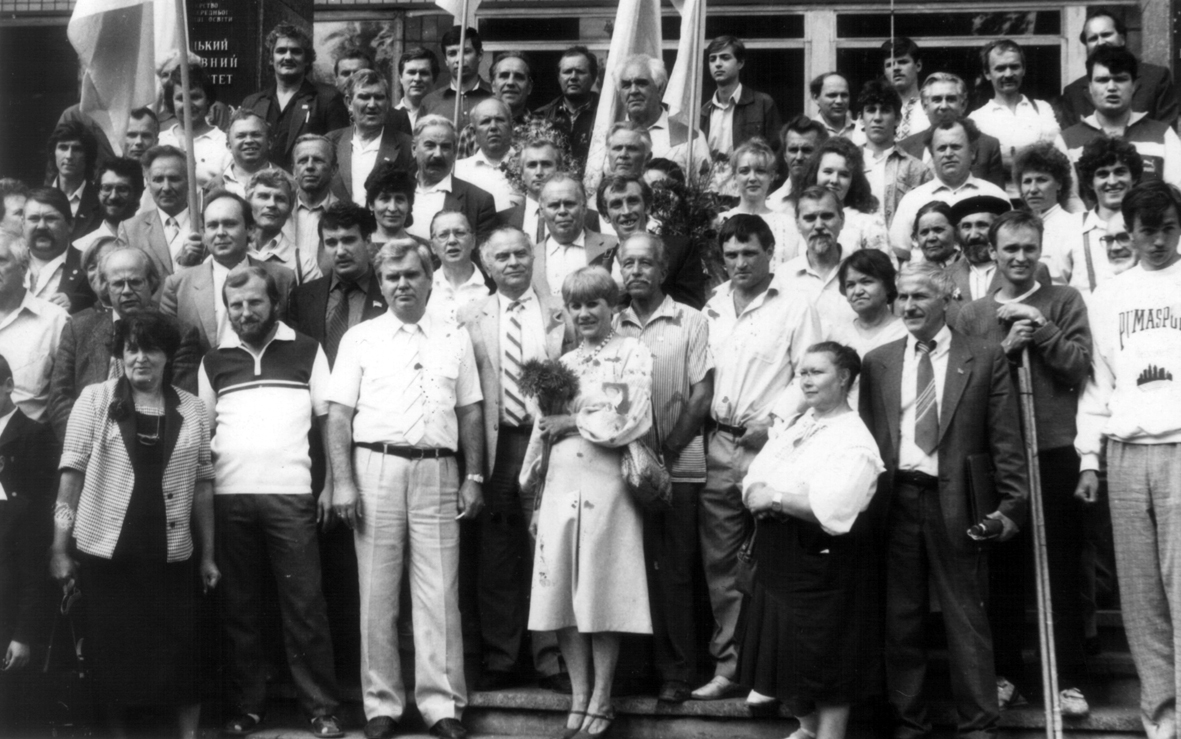
Гордасевич Галина Леонідівна (по центру) на конференції в Донецькому національному університеті. 1990-ті роки.

Галина Леонідівна Гордасевич (31 березня 1935, Крем'янець на Тернопільщині — 11 березня 2001, Львів, похована у Крем'янці) — українська поетеса, член Спілки письменників України, співзасновниця Донецького Товариства української мови та Донецького Крайового Руху. Борець за незалежність України у ХХ сторіччі.

## Біографія
Народилася 31 березня 1935 року в м. Кременці на Тернопільщині в родині священника і політв'язня Леоніда Гордасевича (1912 — 15 вересня 1990) та Олени (1912–2000) з родини Хомчуків. Мати закінчила учительську семінарію, а батько — духовну семінарію в м. Кременець. У липні 1946 р. був заарештований і ув'язнений за ст. 54-1 «а» до 10 років таборів за відмову порушити таємницю сповіді. Карався на каторзі на Колимі. Повернувся в Україну у 1959 р., похований у с. Михайлівка під Черкасами.

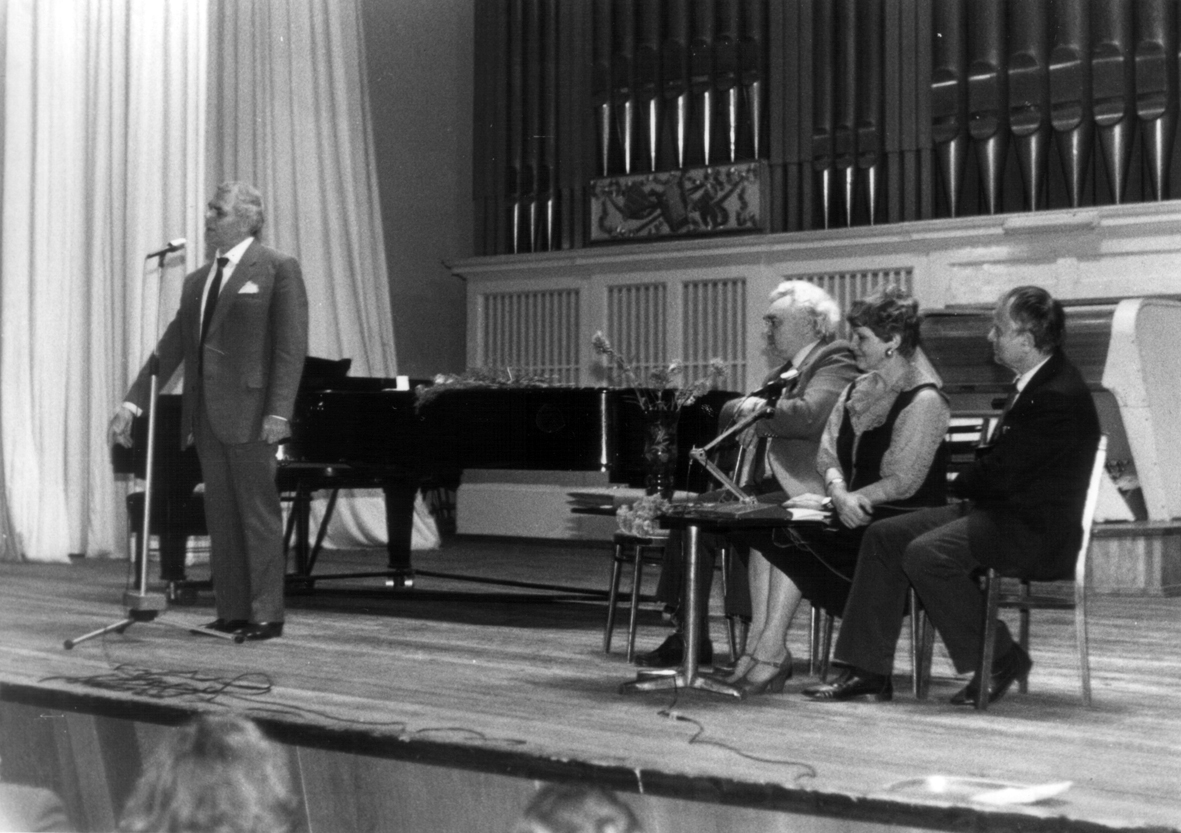
Донецька обласна філармонія. Виступає відомий український співак Мокренко А. Ю., праворуч Дмитро Павличко, Галина Гордасевич. 1990-і роки.

Дитинство письменниці минуло на Волині, де вона жила і вчилась у с. Городці, м. Дубровиці, с. Кричильську, м. Острозі, м. Костополі.
У 1950 р. з похвальною грамотою закінчила 7-річну школу у с. Кричільськ. Без іспитів вступила до Острозького педадогічного училища. На другий курс перевелася в педучилище у м. Костопіль, щоб бути ближче до бабусі.
Через те, що вона приховала правду про батька, потрапила під безпідставні підозри НКВД у зв'язках з підпіллям. 13 березня 1952 р. була затримана міліцією на три доби за провокативним звинуваченням у крадіжці. При обшуку в неї виявили щоденник і вірші. У Рівненському обласному управлінні КГБ від 16-літньої дівчинки домагалися зізнання в антирадянських настроях.
20 червня 1952 р. її заарештували. 31 липня 1952 р. Була засуджена Рівненським обласним судом до 10 років ув'язнення за сфабрикованою справою про «складання націоналістичних віршів та антирадянську агітацію серед студентів» за ст. 54-10 КК УРСР.
Покарання відбувала у Бобровицькому таборі поблизу Чернігова. Після звільнення з табору за амністією майже всіх жінок, які були покарані за кримінальними звинуваченнями, дівчат, яким виповнилося 18 р., 29 квітня 1953 р. перевели в Одесу. Вони працювали на фабриці, яка шила білизну для солдатів. У вересні 1953 р. політичних перевели до Куйбишева, де вони працювали на заводі будівельних деталей. За Указом 1954 р. їх як малолітній і за добру роботу суд скоротив термін ув'язнення на 2/3. Була звільнена 23 грудня 1954 р..
Після звільнення Гордасевич не було куди повертатися, оскільки мати і сестра поїхали до батька у Сибір. У Рівному їй відмовили у прописці. Кілька днів жила в Костополі в бабусі. Завербувалася на Донбас. Працювала різноробочою на будівництві у Сталіно. У 1957 р. закінчила школу робітничої молоді. У 1958 р. вступила на вечірнє відділення Макіївського відділу Донецького індустріального інституту (навчалася там рік), потім на театральне відділення культосвітнього училища. Працювала в Макіївці на труболиварному заводі, керівником драмгуртка у шахтарському селищі Ханжонкове, друкарем у Донецькій обласній друкарні.
1959 р. народила в шлюбі сина Сергія, та до року немовля померло. 1961 р. народила сина Богдана. Згодом з чоловіком розлучилася.
У середині 1960-х років знову почала писати вірші, трохи пізніше — прозу і критичні статті. 1971 року закінчила заочно Літературний інститут ім. Горького у Москві.
Працювала у Донецькому облуправлінні преси редактором, від 1974 — у Донпобутрекламі сценаристом. Від 1984 — на творчій письменницькій роботІ. Володіла практично всіма слов'янськими мовами, латиною, англійською, італійською, іспанською. Перекладала.
Писала листи В. Чорноволу в ув'язнення та на заслання в Якутію.
У серпні 1989 р. була членом ініціативної групи зі створення Товариства української мови на Донбасі. Як делегат Всеукраїнського установчого з'їзду ТУМ в січні 1990 р. була обрана до Великої Ради. В червні 1990 р. стає членом оргкомітету зі створення Народного Руху України; в серпні 1990 р. — учасниця установчого конференції зі створення НРУ в м. Донецьку, де була обрана до обласного Проводу; у вересні 1990 р. — учасник Установчого з'їзду НРУ в м. Києві. У 1991 р. послідовно член оргкомітету зі створення Демократичної партії України, делегат Установчого з'їзду ДемПУ, де була обрана до Національної Ради.
Від 1990 жила у Львові. Реабілітована 11 травня 1992 р..

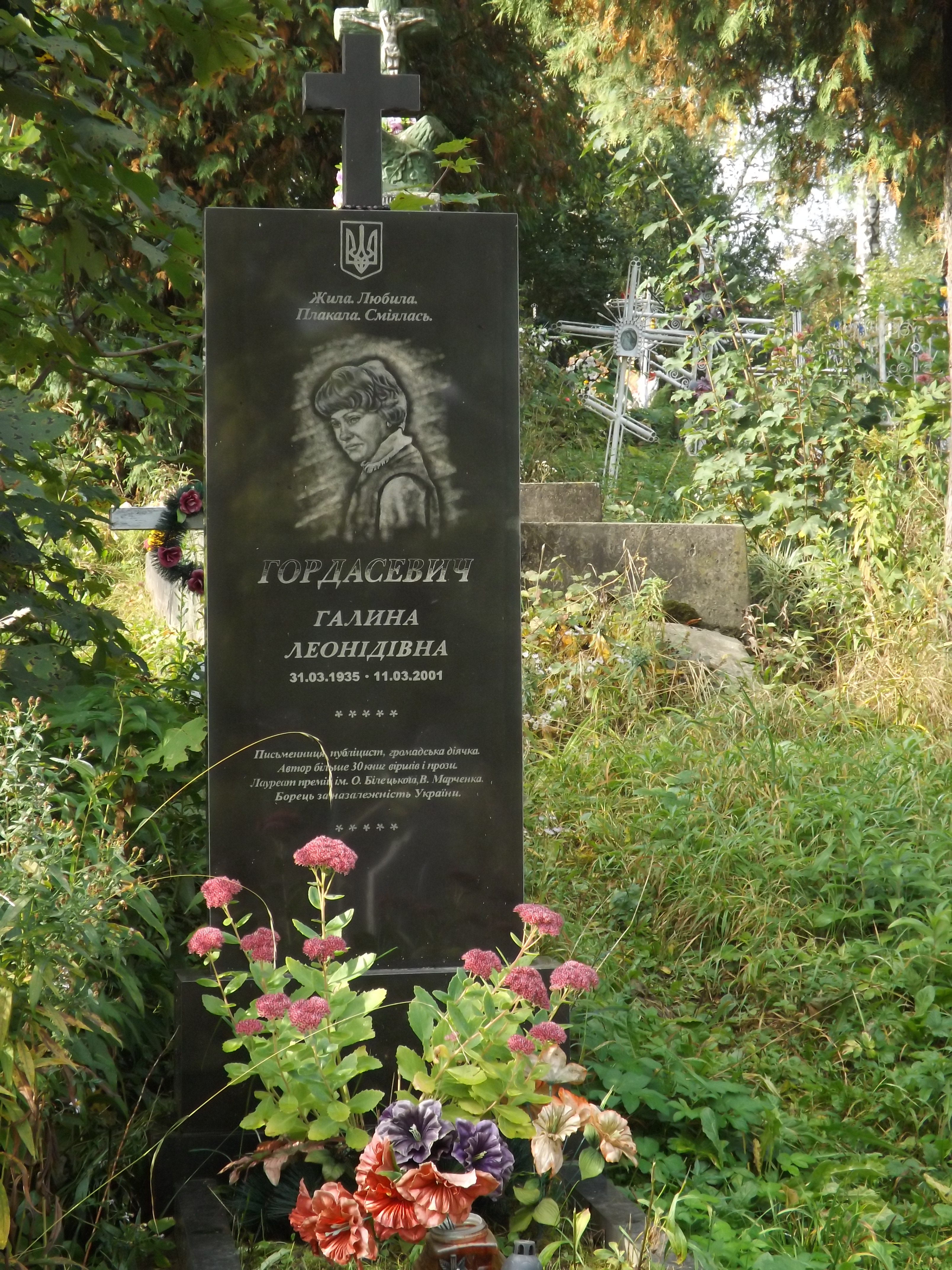
Могила поетеси.

Померла від інсульту. Похована за її заповітом на Монастирському цвинтарі в Кременці. 2006 р. там установлено пам'ятник.

## Творчий доробок
Автор поетичних збірок «Веселки на тротуарах» (Радянський письменник, 1966), «Наречена сонця» (Донбас, 1976), «Високе полум'я дня» (Радянський письменник, 1980), «Слід зірниці» (Радянський письменник, 1986), книжок прози «Вицвіла шипшина» (Радянський письменник, 1974), «Твій тихий дім» (Донбас, 1980), «Двадцять років і один день» (Радянський письменник, 1984 та Донбас, 1985), «Прекрасні імена жіночі» (Донбас, 1990), а також публіцистичної книжки «Письма к другу» (Донбас, 1989) і літературних портретів українських поетес «Силуети поетес» (Радянський письменник, 1988). Автор публіцистичних та критичних статей у ряді українських журналів. Лауреат премій ім. О. Білецького та ім. В. Марченка. Галина Гордасевич була активним громадським і політичним діячем — у 90-х роках вона була членом багатьох новітніх громадських організацій України, народжених демократією.

### Публікації творів
- Гордасевич Г. Високе полум'я дня: Поезії. — К.: Рад. письменник, 1980. — 77 с.
- Гордасевич Г. Відцвіла шипшина: Повість та оповідання / Іл.: В. Гончаренко. — К.: Рад. письменник, 1974. — 181 с., іл.
- Гордасевич Г. Двадцять років і один день: Повісті. — К.: Рад. письменник, 1984. — 237 с.
- Гордасевич Г. Із сімейного альбома: Есе. — Дубно: Наш край, 1993. — 32 с.
- Гордасевич Г. Наречена сонця: Поезії / Біогр. довідка на С. 4. Іл. В. Савілов. — Донецьк: Донбас, 1976. — 63 с.
- Гордасевич Г. Прекрасні імена жіночі: Повісті. — Донецьк: Донбас, 1990. — 207 с.
- Гордасевич Г. Силуети поетес: Літературні портрети. — К.: Рад. письменник, 1989. — 246 с.
- Гордасевич Г. Твій тихий дім: Повість та оповідання. — Донецьк: Донбас, 1980. — 175 с.
- Гордасевич Г. А ще був такий випадок: [Із спогадів] // Літ. Україна. — 1996. — 19 груд.
- Гордасевич Г. Біля підніжжя парнасу і новелетки // Тернопіль. — 1995. — № 2. — С. 42–46.
- Гордасевич Г. Відлуння: Новелетки // Україна. — 1994. — № 21–22. — С. 29.
- Гордасевич Г. Вічний дім над кручею: Роздуми над творчістю І. Качуровського // Київ. — 1995. — № 11–12. — С. 138—140.
- Гордасевич Г. Гість-невидимка: Оповідання з циклу «Розслідують брати Шведуняки» // Літ. Україна. — 1998. — 27 серп.
- Гордасевич Г. До питання про незалежність України: Памфлет // Київ. — 1997. — № 9–10. — С. 174.
- Гордасевич Г. Закатована поезія // Визвольний шлях. — 1996. — № 1. — С. 116—121.
- Гордасевич Г. Заповіт Іванни Блажкевич: [Вірш] // Тернопіль. — 1994. — № 5–6. — С. 82.
- Гордасевич Г. Із циклу «Міста України». 2. // Березіль. — 1995. — № 9–10. — С. 2–6.
- Гордасевич Г. Історія в дзеркалі поезії // Літ. Україна. — 1992. — 25 черв.
- Гордасевич Г. Історія жінки: [Вірш] // Я, ти, ми: Газета для жінок. — 1996. — № 3.
- Гордасевич Г. Княжі лови в Теребовлі // Літ. Україна. — 1996. — 5 груд.
- Гордасевич Г. Ланцюг Злуки; Жіноча доля; Ера України; Гетьманські столиці: [Вірші] // Дзвін. — 1997. — № 1. — С. 56–61.
- Гордасевич Г. Ліричне есе. Березневі мотиви // Урядовий кур"єр. — 1997. — 8 берез.
- Гордасевич Г. Мандрівки Україною наприкінці тисячоліття: [Роздуми і спогади] // Дзвін. — 1998. — № 4. — С. 85.
- Гордасевич Г. Ми й наші діти: Новелетки // Жінка. — 1997. — № 10 (жовт.). — С. 20.
- Гордасевич Г. Між хлібом і словом // Київ. — 1990. — № 11. — С. 3–4.
- Гордасевич Г. Міні-новели // Березіль. — 1997. — № 9–10. — С. 41.
- Гордасевич Г. Натхнення поетової музи // За вільну Україну. — 1995. — 22 берез.
- Гордасевич Г. Не викидайте слова з пісні: [Поезії] // Дніпро. — 1992. — № 8–9. — С. 2–4.
- Гордасевич Г. Не стала Оленою Волинянкою, а стала матір"ю, моєю: [Поетеса про свою маму] // Жінка. — 1995. — № 9. — С. 6–7.
- Гордасевич Г. Ноїв ковчег: [Повість] // Березіль. — 1998. — № 5–6. — С. 27.
- Гордасевич Г. Пора почуватись великим: Публіцистика // Дніпро. — 1997. — № 3-4. — С. 110—118.
- Гордасевич Г. Роман про добро і зло // Вітчизна. — 1997. — № 1–2. — С. 147—150.
- Гордасевич Г. Соло для дівочого голосу: [Повість-есе] // Київ. — 1993. — № 6. — С. 6–30.
- Гордасевич Г. Стати на повен зріст: [Вірші] // Україна. — 1990. — № 42. — С. 7.
- Гордасевич Г. Сяйво золотої булави: [Про літературознавця і поета Яра Славутича] // Дзвін. — 1998. — № 1. — С. 146—147.
- Гордасевич Г. Сьомий з лебединого грона: [Про творчість Ігоря Качуровського] // Вітчизна. — 1995. — № 9–10. — С. 142—146.
- Гордасевич Г. Та, що ділиться світлом // Жінка. — 1993. — № 4. — С. 13.
- Гордасевич Г. Тінь у дощовий день: [Повість] // Дніпро. — 1998. — № 3–4. — С. 32–49.
- Гордасевич Г. Три арешти Івана Франка // Дивослово. — 1998. — № 4. — С. 52.
- Гордасевич Г. Українка і тоталітаризм // Визвольний шлях. — 1996. — № 3. — С. 350—361.
- Гордасевич Г. Українська сорочка в Америці // Визвольний шлях. — 1993. — № 6. — С. 744—748.
- Гордасевич Г. Українське поле; Княжі лови в Теребовлі: [Вірші] // Русалка Дністрова. — 1994. — № 3 (лют.).
- Гордасевич Г. Чому «вікно» середнього роду?: [Спогади дитинства] // Дивослово. — 1998. — № 5. — С. 59.
- Гордасевич Г. Чи потрібні письменники політиці?: Передвиборні роздуми // Літ. Україна. — 1998. — 12 берез.
- Гордасевич Г. "Я в Крем"янці родилась — крем'янчанкою зовіть": [Поезії] // Русалка Дністрова. — 1995. — № 9 (квіт.).
- Гордасевич Г. Українка в світі. — Львів: Піраміда, 2002. — 128 с.
- Галина Гордасевич. Право на пісню // Український культурологічний центр. — Донецьк; Хабаровськ, 2003. — 288 с.
- Галина Гордасевич: З неопублікованого. Кременецький культурний контекст. 18.07.2024[8].
- Hałyna Hordasewycz: Stepan Bandera. Człowiek i mit. (фрагмент книги, переклав на польську – Пшемислав Ліс-Маркевич). Кременецький культурний контекст. 16.06.2024[9].

## Премії та нагороди
- Лавреат літературного конкурсу «Шістдесятники» (1996)
- Премія ім. О. Білецького в галузі критики й ім. В. Марченка в галузі публіцистики (1997)[10].
- Почесна відзнака-хрест «За заслуги в боротьбі за волю України» від Всеукраїнського товариства політв'язнів і репресованих
- Орден «За вірність» ім. В. Стуса від товариства «Меморіал» (посмертно).